# Liste des planètes mineures non numérotées découvertes en 1992
Pour un article plus général, voir Liste des planètes mineures.
Cet article dresse la liste des planètes mineures (astéroïdes, centaures, objets transneptuniens et assimilés) non numérotées découvertes en 1992 dans l'ordre de leur découverte.
Au 15 janvier 2025, 661 077 des 1 434 993 planètes mineures répertoriées par le Centre des planètes mineures ne sont pas encore numérotées, soit 46,07 %.

## Rappel concernant la désignation provisoire
La désignation provisoire indique l'ordre de découverte de ces objets. En effet, cette désignation est composée de l'année de découverte (par exemple 1992) suivie de la quinzaine (demi-mois) de découverte (p.e. A = 1-15 janvier) puis de l'ordre de découverte dans cette quinzaine. Cet ordre est indiqué par une lettre et éventuellement un chiffre comme suit : A pour la première découverte, B pour la deuxième, ..., Z pour la 25e (le I n'est pas utilisé pour éviter la confusion avec 1), A1 pour la 26e, B1 pour la 27e, etc. , Z1 pour la 50e, A2 pour la 51e, B2 pour la 52e, etc. L'ordre de la numérotation ne suit donc pas l'ordre alphanumérique. 1992 AA1 suit ainsi 1992 AZ et précède 1992 AB1.

## Liste

### Du 16 au 29 février 1992
- 1992 DU

### Du1erau 15 mai 1992
- 1992 JD

### Du 16 au 30 septembre 1992
- 1992 SW
- 1992 SX
- 1992 SZ
- 1992 SN4
- 1992 SC8
- 1992 SW11
- 1992 SB12
- 1992 SZ17

### Du1erau 15 octobre 1992
- 1992 TY1
- 1992 TZ1

### Du1erau 15 décembre 1992
- 1992 XA

### Du 16 au 31 décembre 1992
- 1992 YD3